# Sundown (filme de 1924)
Sundown (bra: Rumo ao Sul) é um filme mudo estadunidense de 1924, do gênero bangue-bangue, dirigido por Harry O. Hoyt e Laurence Trimble. É considerado um filme perdido.